# バーモント秀樹
バーモント秀樹（ - ひでき、本名：今岡 正浩（いまおか まさひろ））は、日本のものまねタレント。愛称は、バー秀。福岡県大牟田市出身。株式会社パンダ・リンク所属。

## 人物
西城秀樹のものまねで知られる（レパートリーは、他にみのもんた、郷ひろみなど約20ある）。その西城秀樹とは面識があるという。長髪はかつらではなく地毛である。
通称「カセットテープ芸人」。20年以上、持ちネタを一語一句変えようとせず、アドリブも挟まない。それ故、観客が一人もいない舞台でも空席に向かって客いじりを行う。
東京都新宿区のものまねショーパブ「そっくり館キサラ」に月数回出演している。同じく若手時代に「そっくり館キサラ」に出演していたオードリーと仲が良く、ラジオ「オードリーのオールナイトニッポン」への出演を代表として、しばしばテレビ・ラジオでオードリーと共演している。
異常な暑がりで、楽屋でも季節を問わず最低気温の冷房をかける。しばしば他の芸人とエアコンのリモコンを奪い合う事があり、見つからない様に流しの下やポケットの中に隠していたという。また、リモコンを胸ポケットに入れたまま帰宅したこともある（その為、リモコンに鎖がつけられるようになった）。自宅にはより低い温度が設定できるように業務用のエアコンを設置している。
好物はハウス・バーモントカレー甘口。

## 出演

### テレビ

#### ドラマ
- だが、情熱はある

#### バラエティ
- いつでも笑みを!（西城秀樹と対面）
- 爆笑そっくりものまね紅白歌合戦スペシャル
- クイズ赤恥青恥
- お調子もんクラブ
- いかすバンド天国
- 芝浦探偵社
- ものまねバトル大賞19
- やんちゃナイト
- TVジョッキー
- 来来圏
- 笑っていいとも!
- パラダイスGoGo!!
- 君こそスターだ!
- ショットガン
- いきなり!フライデーナイト
- 爆笑!そっくり紅白歌合戦
- ビートたけしのアイドルパンチ
- ミッドナイト六本木
- 新伍のわがまま大好き
- パオパオパンチ
- 超そっくり人間決定版～豪華スターのヒット曲夏の祭典
- 〜あらゆる世界を見学せよ〜潜入!リアルスコープ（フジテレビ、2011年5月7日）
- 『ぷっ』すま
- ダブルネームのニコジョッキー（2013年7月9日）
- スクール革命!

### ラジオ
- オードリーのオールナイトニッポン